# Petit-duc torotoroka
Otus madagascariensis
Espèce
Statut CITES
Le Petit-duc torotoroka (Otus madagascariensis) est une espèce d'oiseaux de la famille des Strigidae.

## Répartition
Cette espèce vit dans une grande partie de l'Ouest de Madagascar, mais la limite de sa distribution est incertaine, puisque son aire de répartition chevauche celle du Petit-duc malgache (O. rutilus), avec lequel il a longtemps été considéré conspécifique.